# Emmanuelle Colomban
Emmanuelle Colomban (Briançon, 10 agosto 1981) è un'ex sciatrice alpina francese.

## Biografia
Originaria di Valfréjus e attiva in gare FIS dal dicembre del 1996, la Colomban esordì in Coppa Europa il 5 gennaio 1998 a Tignes in discesa libera (92ª) e in Coppa del Mondo il 27 gennaio 2002 a Cortina d'Ampezzo in slalom gigante, senza completare la prova. Nel 2004 ottenne in slalom gigante il miglior piazzamento in Coppa del Mondo, il 7 febbraio a Zwiesel (21ª), e l'unico podio in Coppa Europa, la vittoria del 12 marzo in Sierra Nevada. Prese per l'ultima volta il via in Coppa del Mondo l'11 marzo 2006 a Levi in slalom speciale, senza completare la prova, e si ritirò al termine di quella stessa stagione 2005-2006; la sua ultima gara fu lo slalom speciale dei Campionati francesi 2006, disputato il 28 marzo a Courchevel e non completato dalla Colomban. In carriera non prese parte a rassegne olimpiche o iridate.

## Palmarès

### Coppa del Mondo
- Miglior piazzamento in classifica generale: 101ª nel 2004

### Coppa Europa
- Miglior piazzamento in classifica generale: 23ª nel 2004
- 1 podio:
  - 1 vittoria

#### Coppa Europa - vittorie
| Data          | Località      | Paese  | Specialità |
| ------------- | ------------- | ------ | ---------- |
| 12 marzo 2004 | Sierra Nevada | Spagna | GS         |

Legenda:

GS = slalom gigante

### Campionati francesi
- 1 medaglia:
  - 1 argento (slalom gigante nel 2002)